# Synsam
Synsam är en optikkedja med drygt 500 butiker i Norden. Företaget grundades 1968 i Sverige. 1971 köptes optikkedjan Profil Optik i Danmark. Under 1990-talet startade man franchisebutiker i Norge och Finland. Numera finns franchisebutiker även på Island (under namnet Profil Optik) och Färöarna.
Synsam säljer glasögon, solglasögon, och linser. Synsam Group har en omsättning på cirka 3,7 miljarder SEK (2019).
Bolaget ägs, via ett holdingbolag i Luxemburg, av CVC Capital Partners och anställda i Synsam-koncernen.
Företaget har under 2021 tagit hem all sin tillverkning från Asien och etablerat en fabrik i Östersund.